# Dread Beat an' Blood
| 전문가 평가 | 전문가 평가 |
| 평가 점수   | 평가 점수   |
| 출처        | 점수        |
| ----------- | ----------- |
| AllMusic    | [ 1 ]       |

《Dread Beat an' Blood》는 포엣 앤 더 루츠의 데뷔 음반으로 1978년 버진 레코드의 레게 전문 산하 레이블인 프론트 라인을 통해 발매 되었다. 비비언 웨더스와 린턴 퀘시 존슨이 프로듀싱하였다. 시인(Poet)은 존슨이며, 루츠에는 데니스 보벨, 로이드 "자 버니" 도널드슨, 데스먼드 크레이그, 윈스턴 커니프, 에버럴드 포레스트, 플로이드 로슨, 존 바넘, 릴라 웨더스, 비비언 웨더스가 있다. 피피언 웨더스와 인스턴 커니프는 존슨의 학교 친구였으며, 털스 힐 중학교를 함께 다녔다. 대부분의 트랙은 1975년 존슨이 동명의 이름으로 출간한 시집에서 가져왔다.
《Dread Beat an' Blood》는 저널리스트, 레게 평론가이자 시인으로도 활동하였던 존슨과 음악가이자 프로듀서인 보벨의 협업 음반이다. 보벨의 묵직한 덥 리듬과 존슨의 단조로운 억양이 어우러져 완전히 새로운 레게 장르인 덥 시(dub poetry)가 만들어졌다. 재발매 과정에서 일부 판들은 단순히 린턴 퀘시 존슨의 이름으로 발매되기도 하였다. 1999년 책 《The Rough Guide: Reggae: 100 Essentials CDs》에 포함되었다.

## 트랙 리스트
모든 트랙은 린턴 퀘시 존슨이 작사하였다.
1. "Dread Beat an' Blood" – 2:51
2. "Five Nights of Bleeding (for Leroy Harris)" – 4:32
3. "Doun Di Road" – 2:25
4. "Song of Blood" – 6:26
5. "It Dread Inna Inglan (for George Lindo)" – 4:04
6. "Come Wi Goh Dung Deh" – 3:44
7. "Man Free (for Darcus Howe)" – 5:53
8. "All Wi Doin' Is Defendin'" – 2:57

일부 CD 재발매 판에서는 아래의 노래가 추가되었다.
1. "Command Counsel"
2. "Defense" (dub)

## 크레딧
- 린턴 퀘시 존슨 - 보컬, 타악기
- 플로이드 로슨 - 베이스, 리듬 기타
- 로이드 "자 버니" 도널드슨, 윈스턴 "크랩" 커니프 - 드럼 퍼커션
- 에버럴드 포레스트 - 퍼커션
- 데니스 보벨 - 기타, 키보드 (트랙 3)
- 비비언 웨더스 - 베이스, 리듬 기타, 보컬 (트랙 4)
- 릴라 웨더스 - 보컬 (트랙 7)
- 존 바넘 - 기타 (트랙 8)
- 데스먼드 크레이그 - 키보드 (트랙 8)

기술
- 데니스 "블랙베어드" 보벨 - 엔지니어링, 리믹스
- 우나 호 - 슬리브 그림
- 줄리언 스테이플턴 - 슬리브 디자인